# أرتور دياز
أرتور دياز هو مصارع هاوي كوبي، ولد في 17 أبريل 1954.

## وصلات خارجية
- أرتور دياز على موقع قاعدة بيانات المصارعة الدولية (الإنجليزية)
- أرتور دياز على موقع اللجنة الأولمبية الدولية (الإنجليزية)
- أرتور دياز على موقع أوليمبيديا (الإنجليزية)